# Blanca Suárez
Blanca Martínez Suárez, més coneguda com a Blanca Suárez, (Madrid, 21 d'octubre de 1988) és una actriu espanyola. Coneguda pels seus papers de Julia a la sèrie El internado o Ainhoa a la sèrie El barco d'Antena 3.

## Biografia
Quan tenia 8 anys, va veure a uns xicots fent l'extraescolar de teatre, la nena va veure que aquests xicots estaven gaudint, ella, instintivament va saber que volia ser actriu. Quan estava a l'escola representava obres formant part d'una escola anomenada Tritón. El seu debut a la televisió va ser el 2007 amb la sèrie titulada El internado i només dotze mesos després, va quedar seleccionada per participar en la pel·lícula Eskalofrío, del gènere thriller.
El gran talent que va demostrar en aquesta producció li va obrir diverses portes i aquest mateix any va participar en Covards, pel·lícula dirigida per José Corbacho i Juan Cruz. Blanca és recordada també per la seva actuació en Carne de Neón, pel·lícula que es va rodar el 2010. El 2011 va treballar en una súper producció a càrrec del reconegut cineasta Pedro Almodóvar, una pel·lícula titulat La piel que habito, on també estava l'actor Antonio Banderas i on a més, va ser nominada al Goya.
Aquest mateix any va tornar a la televisió amb la sèrie El barco. El 2012, va treballar al costat de Daniel Brühl a The Pelayos i abans d'acabar l'any, va ser dirigida per Imanol Uribe en la pel·lícula Miel de naranjas, ambientada a l'Andalusia dels anys 50. Pel que fa a la seva vida sentimental, Blanca mantenia una relació amorosa amb el també actor Miguel Ángel Silvestre.
En el que fa referència en els seus estudis en acabar els seus estudis de batxillerat, Blanca Suárez es va matricular a la Universitat Rei Joan Carles, al campus de Fuenlabrada per a estudiar la llicenciatura de Comunicació Audiovisual. Des de la dècada de 2010, s'ha centrat en la seva carrera d'actriu, tot deixant les classes de la universitat tot i que no descarta que acabi la carrera a poc a poc.

## Filmografia

### Cinema
Llargmetratges
Informació actualitzada per un bot. Els canvis manuals es perdran quan s'actualitzi!
| Any  | Títol                 | Direcció                                | Dades a Wikidata              |
| ---- | --------------------- | --------------------------------------- | ----------------------------- |
| 2008 | Covards               | José Corbacho Nieto Juan Cruz Benavente | Modifica les dades a Wikidata |
| 2008 | Eskalofrío            | Isidro Ortiz                            | Modifica les dades a Wikidata |
| 2009 | Fuga de cerebros      | Fernando González Molina                | Modifica les dades a Wikidata |
| 2010 | Carne de neón         | Paco Cabezas                            | Modifica les dades a Wikidata |
| 2010 | El cònsol de Sodoma   | Sigfrid Monleón                         | Modifica les dades a Wikidata |
| 2011 | La piel que habito    | Pedro Almodóvar                         | Modifica les dades a Wikidata |
| 2012 | Miel de naranjas      | Imanol Uribe                            | Modifica les dades a Wikidata |
| 2012 | The Pelayos           | Eduard Cortés                           | Modifica les dades a Wikidata |
| 2013 | Los amantes pasajeros | Pedro Almodóvar                         | Modifica les dades a Wikidata |
| 2015 | Perdiendo el norte    | Nacho G. Velilla                        | Modifica les dades a Wikidata |
| 2015 | Mi gran noche         | Álex de la Iglesia                      | Modifica les dades a Wikidata |
| 2016 | Bakery in Brooklyn    | Gustavo Ron                             | Modifica les dades a Wikidata |
| 2017 | El bar                | Álex de la Iglesia                      | Modifica les dades a Wikidata |
| 2018 | Tiempo después        | José Luis Cuerda Martínez               | Modifica les dades a Wikidata |
| 2019 | A pesar de todo       | Gabriela Tagliavini                     | Modifica les dades a Wikidata |
| 2020 | El verano que vivimos | Carlos Sedes                            | Modifica les dades a Wikidata |
| 2022 | El cuarto pasajero    | Álex de la Iglesia                      | Modifica les dades a Wikidata |
| 2023 | Me he hecho viral     | Jorge Coira                             | Modifica les dades a Wikidata |
| 2025 | The Cavern Crimes     | Manuel Ríos San Martín                  | Modifica les dades a Wikidata |

Curtmetratges
- Universos (2009)
- Hemisferio (2010)

### Televisió
Informació actualitzada per un bot. Els canvis manuals es perdran quan s'actualitzi!
| Any       | Títol                     | Direcció | Dades a Wikidata              |
| --------- | ------------------------- | --- | ----------------------------- |
| 2011–2013 | El Barco                  | David Molina Encinas Sandra Gallego Christensen | Modifica les dades a Wikidata |
| 2007–2010 | El internado              | Jesús Rodrigo Alexandra Graf Miguel Alcantud Marco A. Castillo José Ramón Ayerra Díaz Norberto López Amado Begoña Álvarez Rojas Antonio Díaz Huerta | Modifica les dades a Wikidata |
| 2014–2014 | Cuéntame un cuento        | Miguel Ángel Vivas Salvador Calvo Iñaki Peñafiel Fernando Bassi Alberto Ruiz Rojo                                                                   | Modifica les dades a Wikidata |
| 2014–2014 | La bella y la bestia      | Fabrizio Costa | Modifica les dades a Wikidata |
| 2015–2015 | Los nuestros              | Salvador Calvo Joaquín Llamas | Modifica les dades a Wikidata |
| 2015–2015 | Carlos, rey emperador     | Oriol Ferrer Ferrer Salvador García Ruiz Jorge Torregrossa García Joan Noguera Clapés                                                               | Modifica les dades a Wikidata |
| 2016–2016 | Lo que escondían sus ojos | Salvador Calvo | Modifica les dades a Wikidata |
| 2017–2020 | Las chicas del cable      | Ramón Campos Sáez | Modifica les dades a Wikidata |
| 2021–2021 | El Internado: Las Cumbres | Denis Rovira van Boekholt Carles Torrens Jesús Rodrigo                                                                                              | Modifica les dades a Wikidata |
| 2021–     | Jaguar                    | Carlos Sedes | Modifica les dades a Wikidata |

### Altres
- Videoclip "Estoy prohibido" (Ladrones) (2010)[3]
- Videoclip "Emocional" (Dani Martín)

## Premis i nominacions
| Any  | Premi                                        | Categoria                              | Títol                         | Resultat   |
| ---- | -------------------------------------------- | -------------------------------------- | ----------------------------- | ---------- |
| 2008 | Premi Talent Revelació del Cinema Espanyol   | Interpretació revelació                | El internado                  | Nominada   |
| 2009 | Premi Talent Revelació del Cinema Espanyol   | Interpretació revelació                | El internado Fuga de cerebros | Guanyadora |
| 2009 | Festival de Televisión de Montecarlo         | Nimfa d'or a la millor actriu de drama | El internado                  | Nominada   |
| 2010 | Premis Pétalo                                | Rostre revelació                       | El internado                  | Guanyadora |
| 2011 | Fotogramas de Plata                          | Millor actriu de televisió             | El internado                  | Guanyadora |
| 2011 | Premis Ondas                                 | Millor Interpretació Femenina          | El barco                      | Guanyadora |
| 2012 | Premis Goya                                  | Millor Actriu Revelació                | La piel que habito            | Nominada   |
| 2012 | TP de Oro, Espanya                           | Millor actriu                          | El barco                      | Nominada   |
| 2012 | Fotogramas de Plata                          | Millor actriu de televisió             | El barco                      | Nominada   |
| 2012 | Fotogramas de Plata                          | Intèrpret més buscat a Internet        |                               | Guanyadora |
| 2012 | Neox Fan Awards                              | Millor actriu espanyola de cinema      | The Pelayos                   | Guanyadora |
| 2012 | Premis Cosmopolitan Fun Fearless Female 2012 | Millor actriu de televisió             | El barco                      | Guanyadora |
| 2012 | Premis GQ                                    | Dona de l'any                          |                               | Guanyadora |
| 2012 | Semana de Cine de Medina del Campo           | Actriu del segle XXI                   | El barco                      | Guanyadora |
| 2013 | Festival de Cinema de Cannes                 | Millor revelació femenina              |                               | Guanyadora |